# 週末モデル
週末モデル（しゅうまつモデル）は、株式会社MONOKROMが運営する副業モデルアプリである。OL、栄養士、介護福祉士、主婦などモデル以外に本業を持った女性と、モデルを探している企業を結び合わせるサービス。2017年12月にサービスを開始。また、本業を生かしながらモデル活動をする女性の新しい生き方・働き方の総称でもある。

## 沿革
- 2017年12月-副業モデルアプリ「週末モデル」サービス開始[1]。
- 2017年4月-『週末モデルSPRING PARTY』を開催。ゆうこすが選ぶ、セルフブランディングが一番上手な週末モデルが決定[2]。
- 2017年7月-モデルキャスティングサービスの株式会社W Entertainmentと業務提携。「Dokumo.Tv」の女性読者モデル約500人を「週末モデル」に移管[1]。
- 2018年10月-女性の新しい生き方をみつける、週末モデル公式オウンドメディア「週刊シュウモ」創刊[3]。
- 2018年12月-「週末モデル」の事業拡大に向けて運営会社の株式会社MONOKROMが総額約8,000万円の資金調達を実施[4]。
- 2019年2月-AI（人工知能）技術開発のAIQ株式会社と業務提携。「週末モデル」の企業とのマッチングをAIでより最適化[5]。